# Wolf Meyer-Erlach
Wolf Meyer-Erlach (bis 1935: Wolfgang Meyer, * 21. September 1891 in Kitzingen; † 15. November 1982 in Idstein) war ein deutscher evangelischer Theologe, Hochschullehrer und Universitätsrektor.

## Leben und Wirken
Meyer-Erlach studierte evangelische Theologie in Friedrich-Alexander-Universität Erlangen und der Eberhard Karls Universität Tübingen. Von 1914 bis 1916 nahm er als Soldat am Ersten Weltkrieg teil. Nach seiner Ordination wurde er 1917 Pfarrer im bayerischen Fessenheim. Schon in den ersten Jahren der Weimarer Republik fand er in völkischen Kreisen seine Heimat. Im Jahre 1922 wurde er Propagandaredner der NSDAP. Von 1929 bis zum 31. Oktober 1933 wirkte er als Pfarrer an St. Paul in Heidingsfeld. Seine Teilnahme an der Einweihung der Synagoge in Heidingsfeld 1929 als Vertreter der Pfarrerschaft wurde ihm später von den Nationalsozialisten zur Last gelegt. Von 1931 an wirkte er als Rundfunkpfarrer beim Bayerischen Rundfunk. 1933 war Meyer-Erlach stellvertretender Leiter der Deutschen Christen in Bayern. Zum 1. Mai 1933 trat er der NSDAP bei (Mitgliedsnummer 3.135.571).
Im November des gleichen Jahres wurde Meyer-Erlach ohne Promotion und Habilitation gegen den Willen der Theologischen Fakultät Ordinarius für Praktische Theologie an der Universität Jena. 1934/35 war er Dekan der Theologischen Fakultät. In kirchlicher Funktion war er Mitglied des 4. Landeskirchentages der Evangelisch-Lutherischen Kirche in Thüringen. Von 1935 bis 1937 amtierte er gegen das Votum des Lehrkörpers der Universität als Rektor der Friedrich-Schiller-Universität. Zu Beginn seines Rektorates hielt er die „erste durch und durch nationalsozialistische Rektoratsrede in Jena“ mit wissenschaftsfeindlicher Attitüde im NS-Propagandastil.
Wolfgang Schenk berichtet, dass er 1935 seinen Namen „Meyer“ in „Meyer-Erlach“ änderte, „damit er nicht zu missverständlich jüdisch klinge“. An der Universität war er der Leiter der Arbeitsgemeinschaft „Germanentum und Christentum“. Bei einem Gastaufenthalt 1937 in Athen erhielt er dort den Ehrendoktor der Theologie. Sein antisemitisches Feindbild gab er bei zahlreichen Vorträgen in kirchlichen Kreisen weiter. So lieferte in Pirna der Superintendent der Sächsischen Kirche, Leichte, den theologischen Begleittext zum Novemberpogrom. Er rief über die Presse zu Veranstaltungen auf. Eingeladen hatte er dazu u. a. Wolf Meyer-Erlach. In „Gottesfeiern“ der „Markgemeinde Pirna der ‚Deutschen Christen‘ (Nationalkirchliche Einung)“ sprach dieser über „Wende des Glaubens“ und in den Nachversammlungen über das Thema „Luther und die Juden“; und zwar in Königstein am 11. November, Heidenau am 12. November, und in Pirna am 13. November 1938.
Im Jahre 1939 erklärte er seine Mitarbeit am Institut zur Erforschung und Beseitigung des jüdischen Einflusses auf das deutsche kirchliche Leben. In dieser Funktion war er sehr aktiv und hielt Vorträge sogar 1942 beim siebenbürgischen Ableger des Instituts in Hermannstadt.
Im Jahre 1945 ging er aller Ämter verlustig, auch eine Wiedereinstellung in der bayerischen Landeskirche blieb ihm versagt. 1950 flüchtete Meyer-Erlach aus der DDR. Von 1951 bis 1963 wurde er Pfarrverwalter in Wallrabenstein und Wörsdorf bei Idstein im Taunus (Evangelische Kirche in Hessen und Nassau). Von ihm wurden historische Sujets wie das Stück „Anno 1634“ aufgeführt.

## Ehrungen
- Bundesverdienstkreuz 1. Klasse (6. Januar 1962)[9]

## Werke
- Nordische Seher und Helden. J. F. Lehmanns Verlag, München 1927 (Auch in 5 Teilen (Dante, Shakespeare, Cromwell, Carlyle, Dürer) einzeln gedruckt).
- Der Pfarrer im Dritten Reich. Verlag Deutsche Christen, Weimar [1933].
- Universität und Volk. Rektoratsrede über den Neubau der deutschen Universität (= Jenaer akademische Reden. H. 22, ZDB-ID 966102-5). Fischer, Jena 1935.
- Ansprachen zum Gedächtnis der Frau Dr. phil. h.c. Elisabeth Förster-Nietzsche bei den Trauerfeierlichkeiten in Weimar und Röcken. Am 11. und 12. November 1935. Wagner, Weimar 1935 (Enthält die Ansprachen von Richard Leutheußer, Adalbert Oehler, Wolf Meyer-Erlach, Fritz Sauckel, Superintendent Förster, Walter Jesinghaus und des Röckener Ortspfarrers Thörel sowie einen Nachruf von Walter Fritz Otto).
- Meister Eckehart. Ein Künder deutscher Frömmigkeit. Rede gehalten zur Feier der akademischen Preisverteilung zu Jena am 19. Juni 1937. Mit einer Chronik der Universität für das Jahr 1936/37 (= Jenaer akademische Reden. H. 25). Fischer, Jena 1937.
- Die neue Kirche im neuen Staat: An alle Pfarrer der deutschen evangelischen Landeskirchen übersandt vom Bund f. Deutsches Christentum. Verlag Deutsche Christen, Weimar 1937.
- Der Einfluß der Juden auf das englische Christentum. Verlag Deutsche Christen, Weimar 1940.
- Ist Gott Engländer? Sturmhut-Verlag, Freiburg (Breisgau) 1940.